# Писклов, Кирилл Эдуардович
Кири́лл Эдуа́рдович Пискло́в (род. 22 сентября 1996, Челябинск) — российский профессиональный баскетболист, играющий на позиции защитника. Серебряный призёр летних Олимпийских игр 2020 года в Токио в составе российской баскетбольной команды 3х3. Игрок БК «Уралмаш».

## Биография
Родился в 1996 году в Челябинске. Баскетболом начал заниматься в шестилетнем возрасте, первым тренером спортсмена был Владимир Владимирович Аксарин. В 2010 году переехал в подмосковный спортивный интернат, где выступал за юниорский клуб «Спарта энд К».
В 2013 году заключил первый профессиональный контракт с московским клубом «Динамо», и на правах аренды перешёл в ставропольский клуб «Динамо-ЦБК». В 2015 году перешёл в клуб МБА. В 2012 году получил приглашение в кадетскую сборную России. Вскоре получил приглашение в молодёжную сборную России, однако из-за травмы закрепиться в ней не смог.
Вскоре получил приглашение от от тренерского штаба сборной России по баскетболу 3х3. Стал совмещать занятия классическим баскетболом и баскетболом 3х3.
В 2016 году Писклов перешёл в клуб «Новосибирск», в составе клуба стал обладателем Кубка России и дважды бронзовым призёром Кубка России. В 2019 году команду покинул. В сезоне 2019/2020 выступал за клуб «Спартак-Приморье». А уже с сезона 2020/2021 по настоящее время игрок «Уралмаша».
К 2018 году закрепился в основном составе сборной России по баскетболу 3х3.
На Олимпийских играх в Токио, баскетболисты сборной России дошли до финала, в котором 28 июля 2021 года уступили соперникам из Латвии и стали серебряными призёрами Игр.

## Семья
Женат на профессиональной спортсменке Веронике, которая ранее выступала за гандбольный клуб «Кубань».

## Достижения

### Клубные
- Чемпион Суперлиги: 2021/2022, 2022/2023
- Серебряный призёр Суперлиги: 2020/2021
- Обладатель Кубка России (2): 2016/2017, 2024/2025
- Бронзовый призёр Кубка России: 2017/2018, 2018/2019, 2023/2024
- Серебряный призёр чемпионата России по баскетболу 3x3 2022/2023

### Сборная России 3x3
- Серебряный призёр Олимпийских игр: Токио 2020
- Победитель Европейских игр: Минск 2019
- Победитель Кубка мира по баскетболу 3×3 (до 23 лет): Xi’an, China 2018, Lanzhou, China 2019

## Награды
- Заслуженный мастер спорта России (30 июля 2021 года)[8].
- Медаль ордена «За заслуги перед Отечеством» I степени (11 августа 2021 года) — за большой вклад в развитие отечественного спорта, высокие спортивные достижения, волю к победе, стойкость и целеустремленность, проявленные на Играх XXXII Олимпиады 2020 года в городе Токио (Япония)[9].

В составе Уралмаша
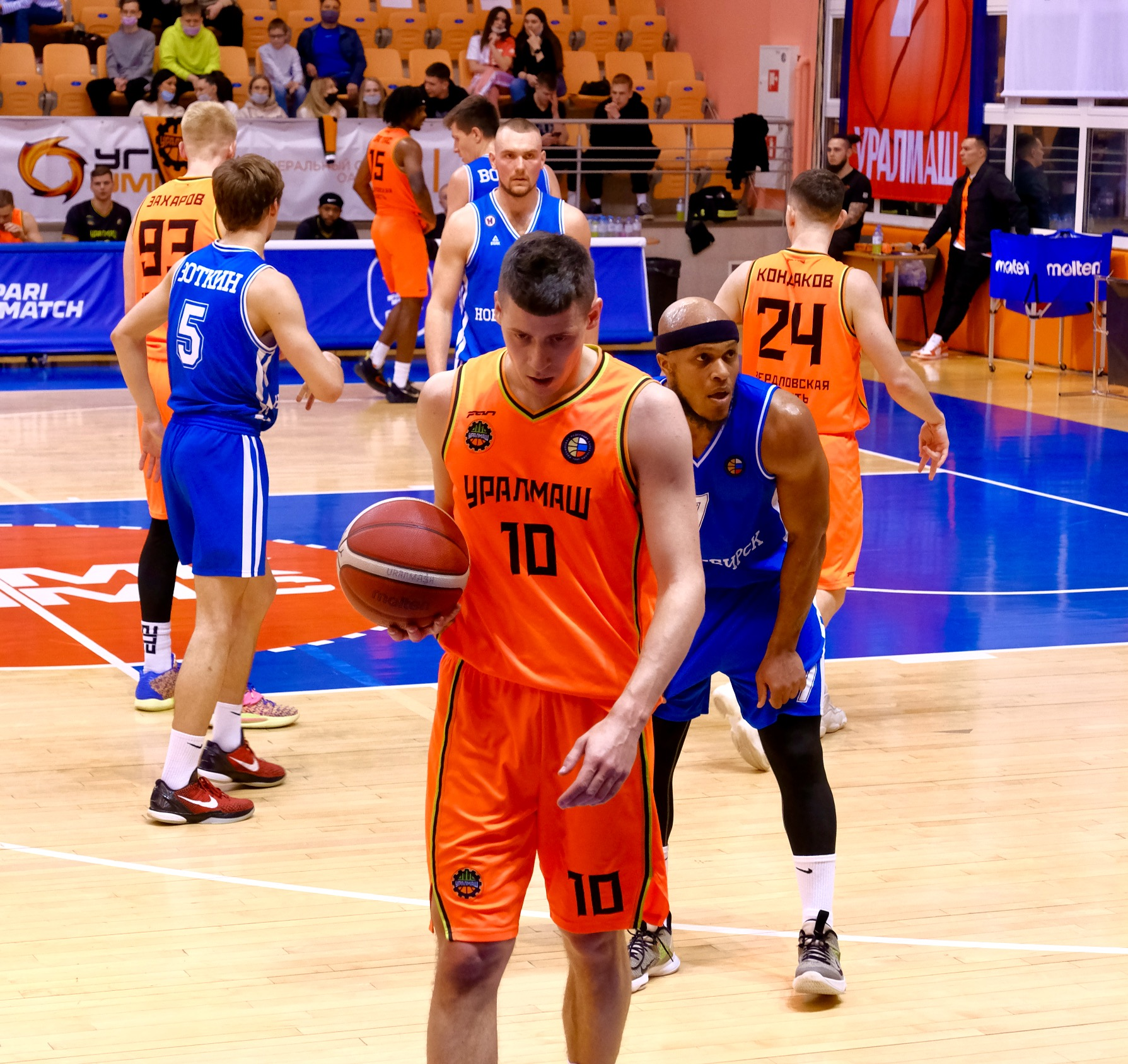
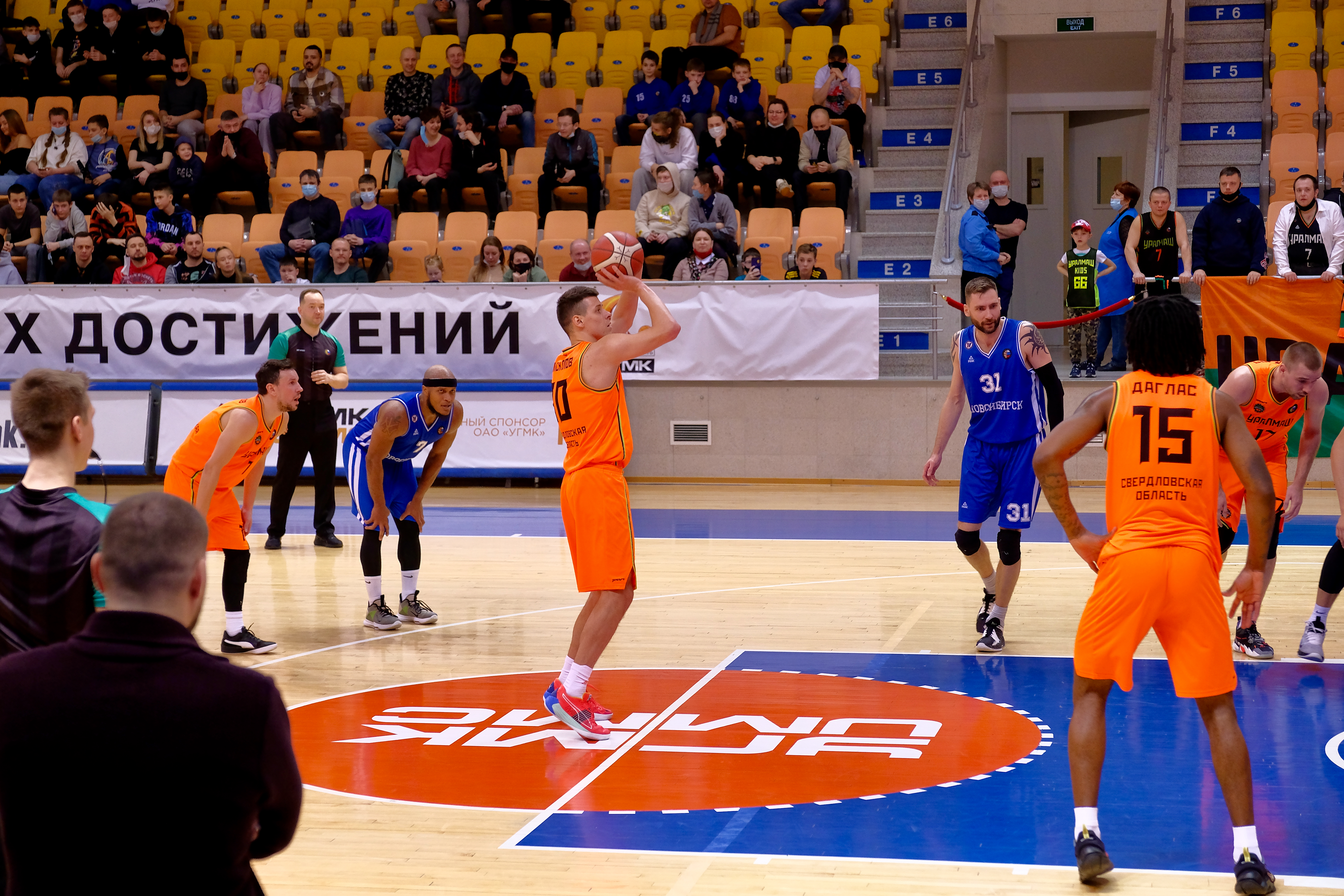
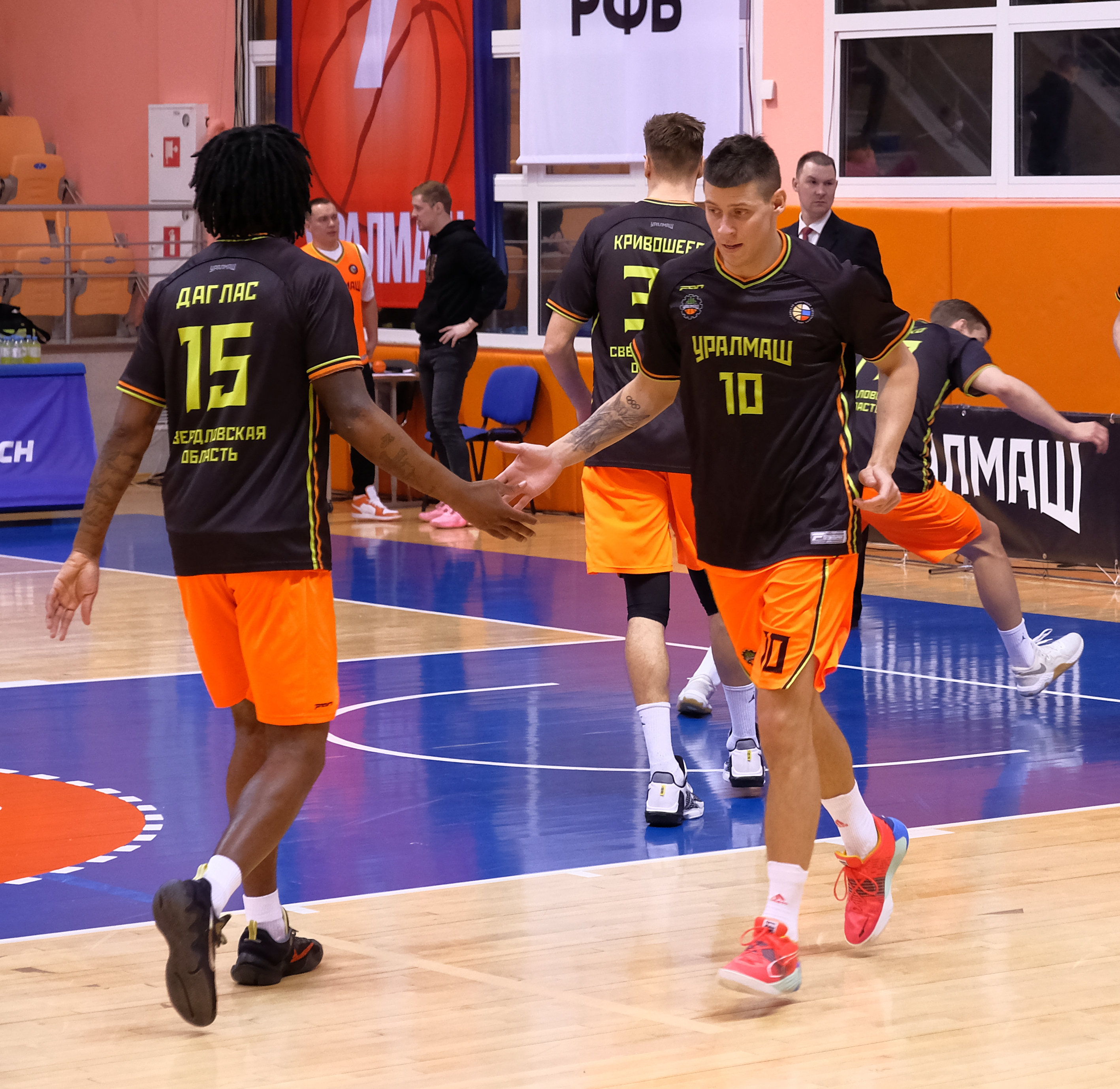
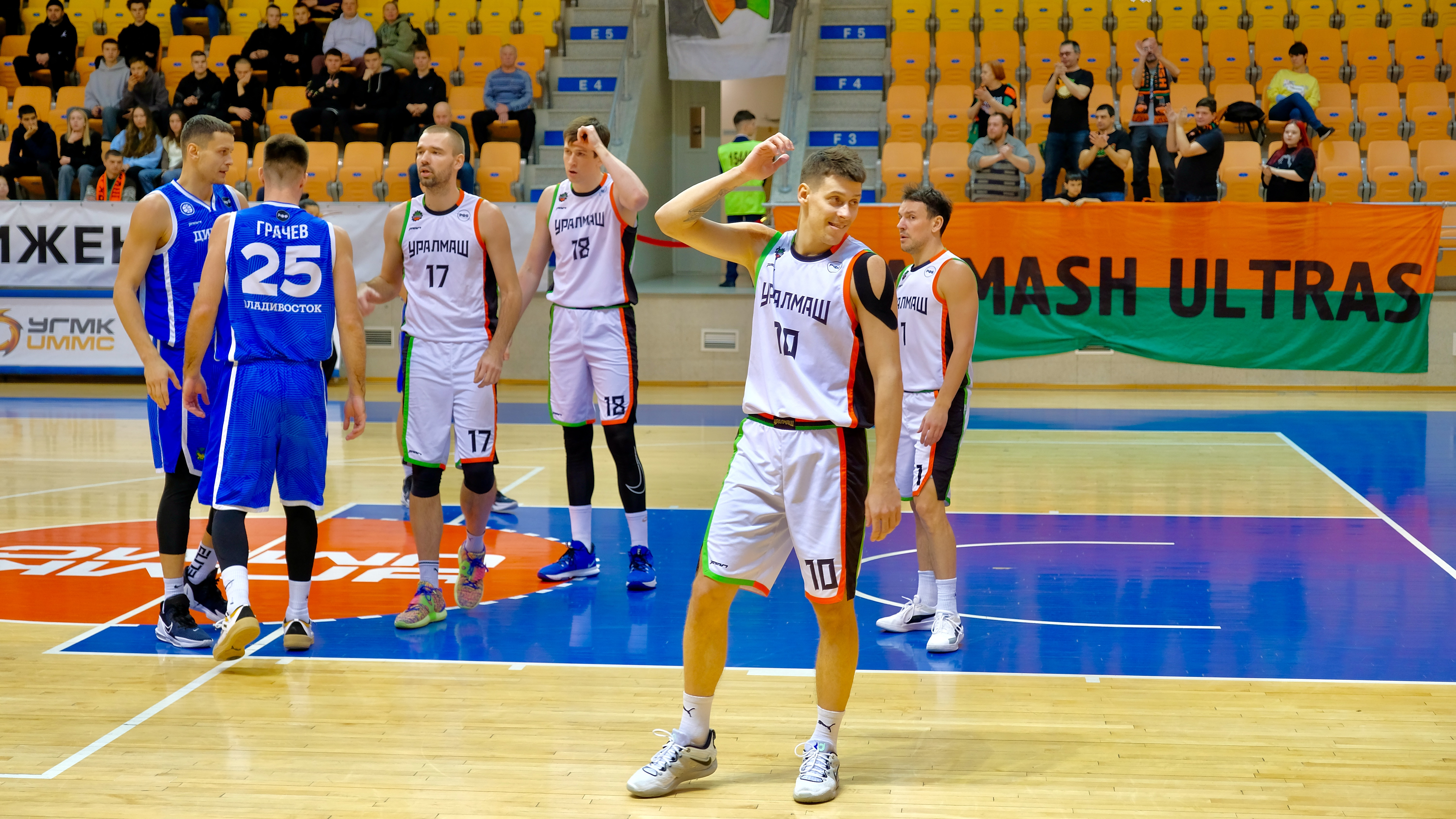
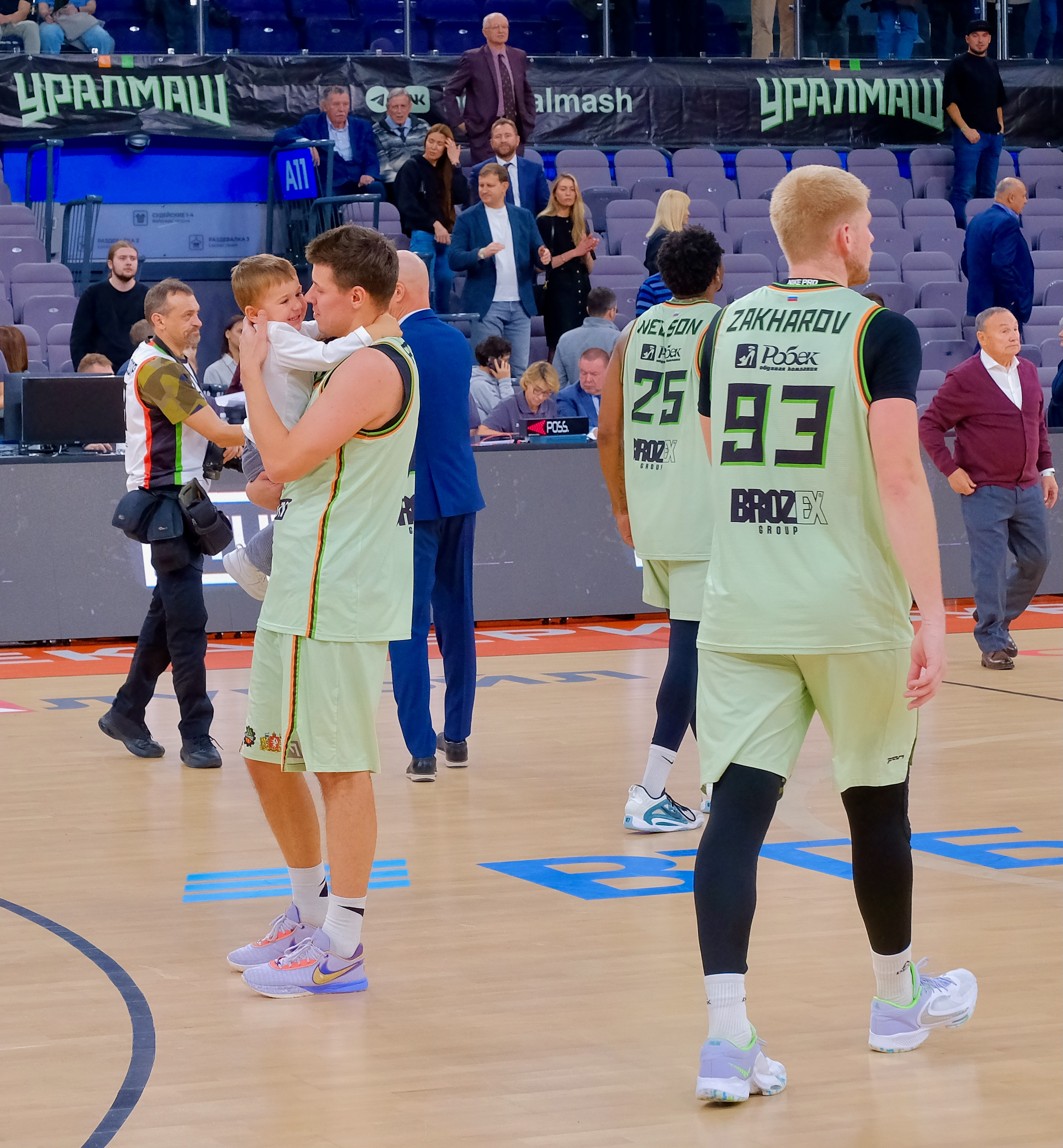
В 2023 году с сыном
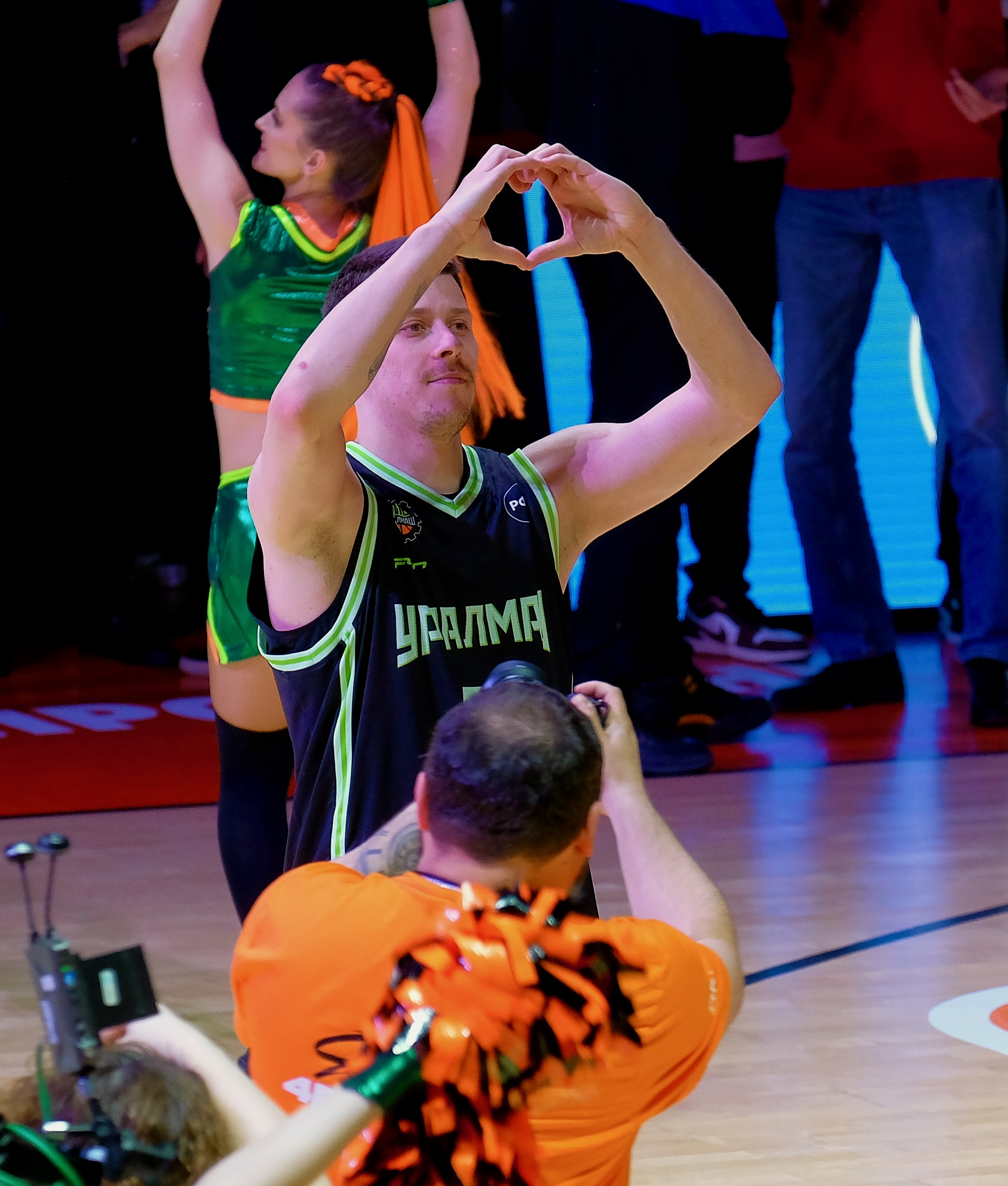
MVP матча за бронзу Кубка России 2023/2024